# Mohammed Waheed Hassan

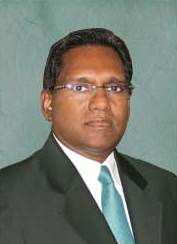
Mohammed Waheed Hassan (2008)

Mohammed Waheed Hassan (Dhivehi ޑރ. މުހައްމަދު ވަހީދު ޙަސަން މަނިކު, * 3. Januar 1953 in Malé) ist als Mitglied der politischen Partei Gaumee Itthihaad ein maledivischer Politiker und war von 7. Februar 2012 bis 17. November 2013 Präsident der Malediven.

## Leben
Hassan studierte an der American University of Beirut (AUB) und an der Stanford University International Affairs and Business. Er war als Stellvertretender Direktor der Organisation UN Development Group Office (UNDGO) am United Nations Hauptquartier in New York, bevor er 2005 auf die Malediven zurückkehrte. Von 2008 bis 2011 war Hassan Vizepräsident unter Mohamed Nasheed. Vom 7. Februar 2012 bis 17. November 2013 war Hassan als Nachfolger von Nasheed Präsident der Malediven.
Zum Ende seiner Amtszeit wurde der erste Wahlgang der Präsidentschaftswahl 2013 vom Obersten Gericht für ungültig erklärt und die Stichwahl als zweiter Wahlgang von der Polizei verhindert. Der oppositionelle Kandidat Mohamed Nasheed forderte daraufhin seinen Rücktritt. Am 7. September 2013 erfolgten Neuwahlen, die der Herausforderer Abdulla Yameen gewann.

## Familie
Er ist mit Ilham Hussain verheiratet.